# Морьё
Морьё (фр. Morieux, брет. Morieg, галло Morioec) — коммуна во Франции, находится в регионе Бретань. Департамент — Кот-д’Армор. Входит в состав кантона Ламбаль. Округ коммуны — Сен-Бриё.
Код INSEE коммуны — 22154.

## География
Коммуна расположена приблизительно в 370 км к западу от Парижа, в 85 км северо-западнее Ренна, в 12 км к востоку от Сен-Бриё.
Река Гуэссан образует западную границу коммуны.

## Население
Население коммуны на 2008 год составляло 882 человека.
| 1962 | 1968 | 1975 | 1982 | 1990 | 1999 | 2008 |
| ---- | ---- | ---- | ---- | ---- | ---- | ---- |
| 481  | 482  | 505  | 615  | 665  | 765  | 882  |

## Экономика
В 2007 году среди 557 человек в трудоспособном возрасте (15—64 лет) 437 были экономически активными, 120 — неактивными (показатель активности — 78,5 %, в 1999 году было 73,1 %). Из 437 активных работали 410 человек (214 мужчин и 196 женщин), безработных было 27 (8 мужчин и 19 женщин). Среди 120 неактивных 43 человека были учениками или студентами, 47 — пенсионерами, 30 были неактивными по другим причинам.

## Достопримечательности
- Церковь Сен-Гобриен[фр.] (XII век). Исторический памятник с 1989 года[3]
- Часовня Сен-Морис
- Виадук Пон-Нёф[фр.] (1913 год)
- Замок Кариван

## Фотогалерея

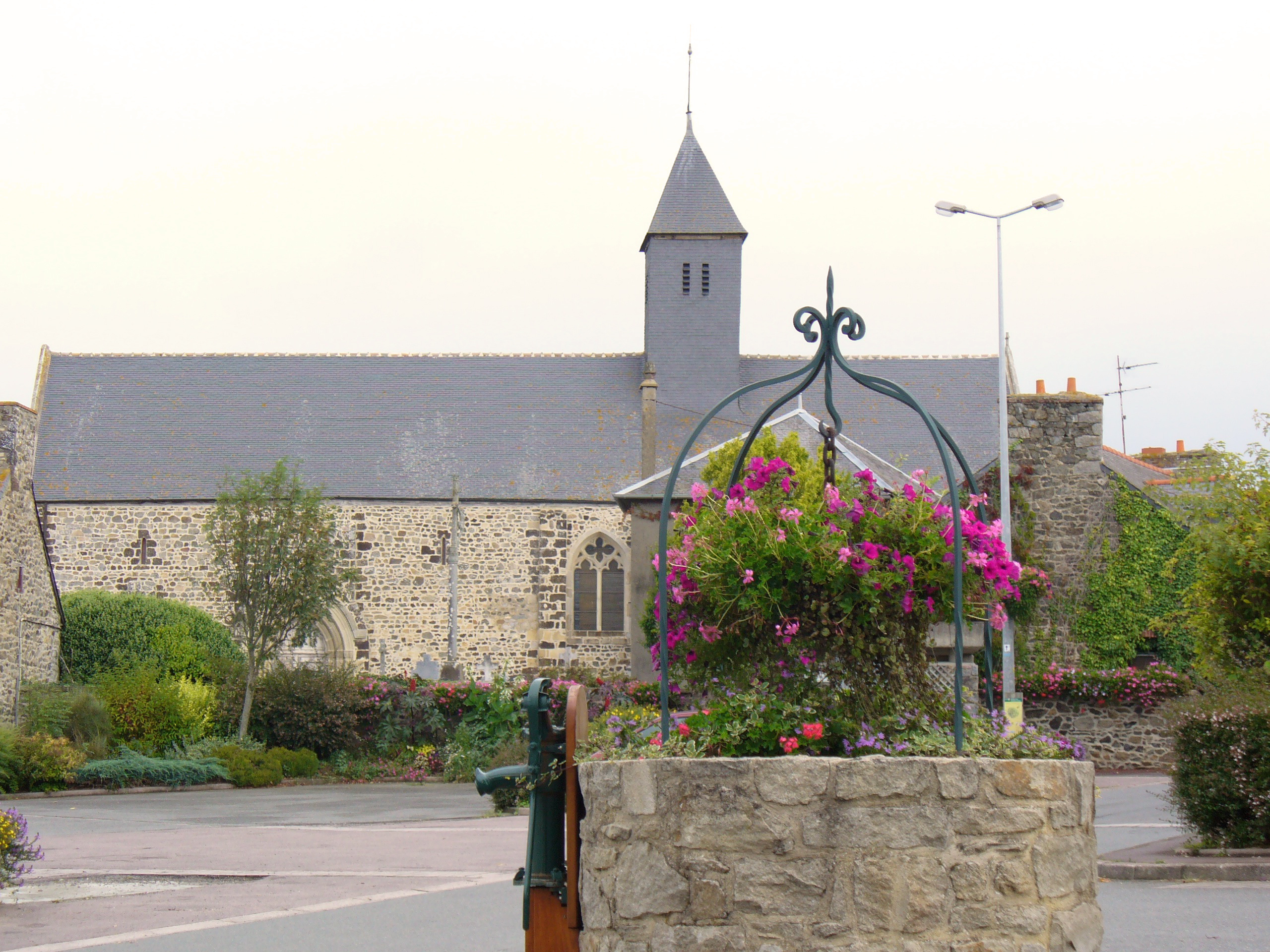
Церковь Сен-Гобриен
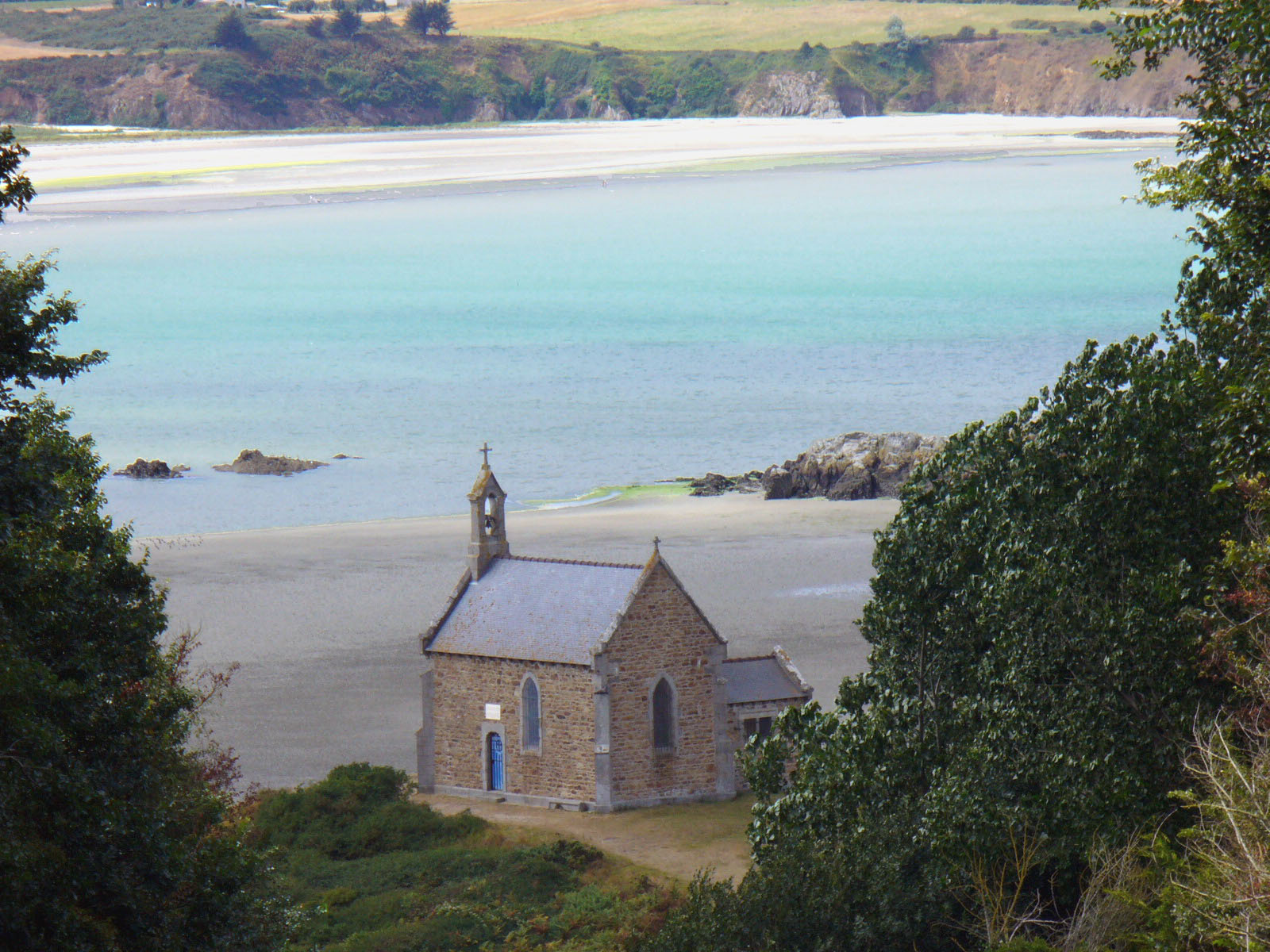
Часовня Сен-Морис
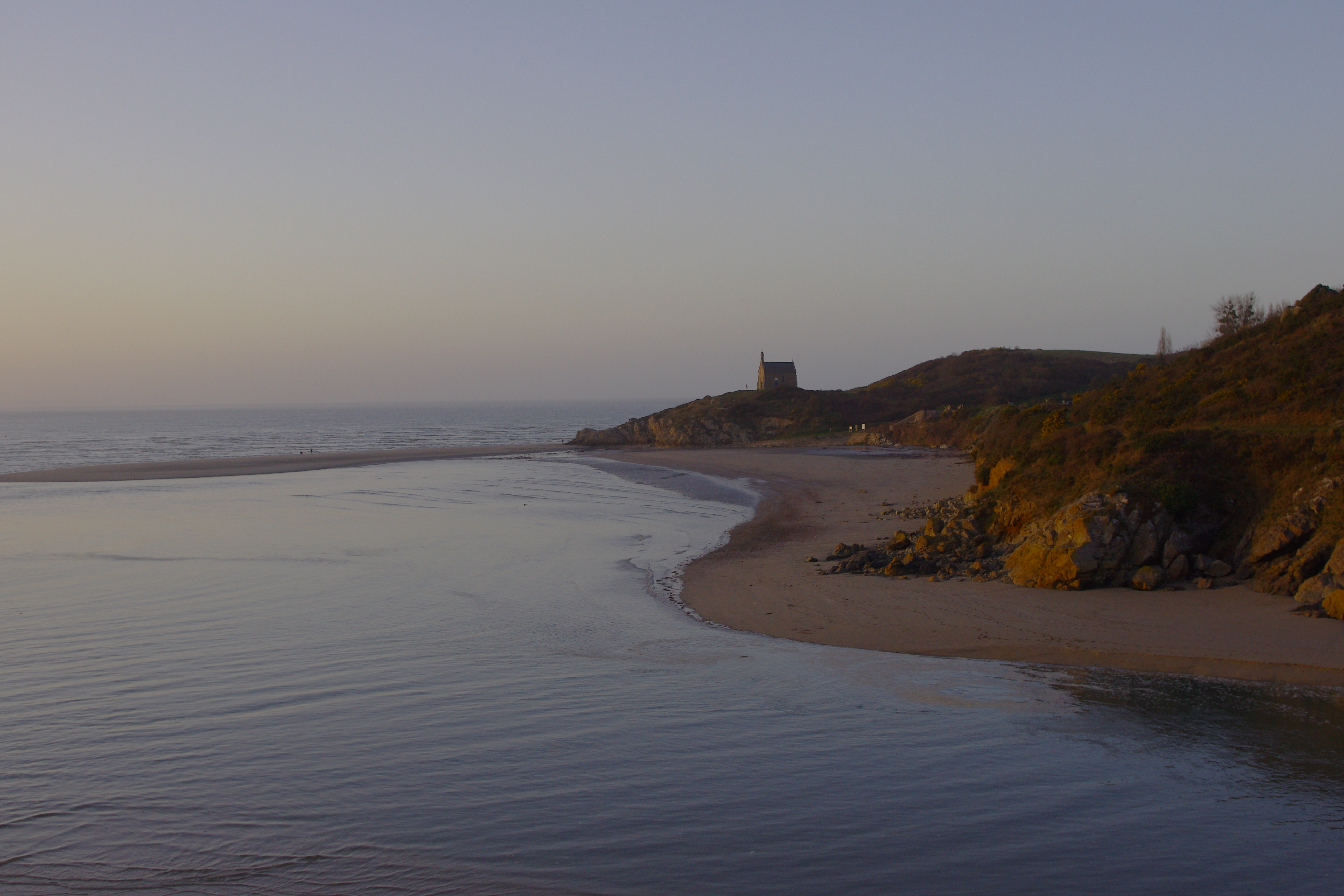